# キップ・ソーン
キップ・ステファン・ソーン（Kip Stephen Thorne、1940年6月1日 - ）はアメリカ合衆国の理論物理学者。ジョン・ホイーラーの弟子で重力の理論や、相対論的宇宙論の分野に貢献した。
重力理論、ブラックホール、宇宙論の歴史と理論を解説した一般向けの著書『ブラックホールと時空の歪み　アインシュタインのとんでもない遺産』（原題：Black Holes and Time Warps: Einstein's Outrageous Legacy）によって一般にも有名となり、映画『インターステラー』のエグゼクティブ・プロデューサーとなるなど、研究の傍らも最先端の科学知識の普及に努めていることで知られる。
2017年 「LIGO検出器への決定的な貢献と重力波の観測」の功績によりノーベル物理学賞受賞。

## 来歴
ユタ州のローガンで生まれた。両親とも大学教授であり、父のD. ウィン(D. Wynne Thorne)は土壌化学、母アリソンは女性として最初のアイオワ州立大学経済学博士となり同分野の教授であった。兄弟4人のうち他の2人ものちに大学教授となるという、とてもアカデミックな家庭で育った。モルモン教の家庭ではあったが、キップ自身は科学と宗教の関係について訊かれた際に「私の素晴らしい同僚の中には敬虔で神を信じている人たちが沢山いますが、たまたま私は神を信じていません」と述べて無神論者であると説明している。
カリフォルニア工科大学で学んだあと、プリンストン大学でジョン・ホイラーの指導のもとで博士号を得た。1967年からカリフォルニア工科大学の助教授、1970年に理論物理学の教授、1991年からファインマン教授職(2009年6月以降は名誉職)を務めている。30歳での正教授就任(1970年)は当時の史上最年少であった。
先端的な研究と共に指導やアドバイザリーにも熱心で、直接指導した50人以上の学生が物理学博士号を取得している。また、テレビ放送のブラックホールや相対論をテーマにした番組にも参画し、理論物理の面白さを伝える活動を一般向けにまで広げている。
スティーヴン・ホーキングらとの学問上の賭けのエピソードが知られ「裸の特異点は存在するか」という賭けでホーキングに勝ち、ペントハウス1年分を受け取ったことをナショナルジオグラフィックチャンネルで語っている。「ブラックホールに落ちた物質が保持していた情報は永久に失われるか」という賭けでは失われるほうに賭けたソーンとホーキングはジョン・プレスキルに敗れて百科事典を送った。

## 主な研究成果
主に相対論的天体物理学と重力物理学の分野で、特に相対論的星、ブラックホール、特に重力波に重点を置いている。
ワームホールがタイムトラベルに利用される可能性があるという彼の理論が物議を醸して有名となったが、空間、時間、重力の一般的な性質を中心としたソーンの科学的貢献は、一般相対性理論の全領域に及んでいる。

### 重力波の検出とLIGO
ソーンの研究は、地球上で観測された重力波の強さとその時間的な兆候"シグネチャー"の予測を扱ってきた。これらの「シグネチャー」は、ソーンが主導的に推進してきた複数機関の重力波実験であるLIGO (Laser Interferometer Gravitational Wave Observatory)に大きく関連している。1984年には、2つ以上の「静的な」点間の揺らぎを識別して測定するLIGOプロジェクト（NSFが資金提供した史上最大のプロジェクト）を共同で立ち上げた。ソーンの研究はこれらの物体を解析するために必要な数学的手法を開発したことである。ソーンはLIGOの特徴について工学的な設計解析を行い、重力波を求めるためのデータ解析アルゴリズムについてアドバイスを行っている。LIGOがターゲットとすべき重力波源の特定、LIGOビーム管内の散乱光を制御するためのバッフルの設計、Vladimir Braginsky（モスクワ、ロシア）研究グループとの共同研究により、先進重力波検出器のための量子非脱磁設計の考案、先進検出器で最も深刻な種類のノイズである熱弾性ノイズを低減する方法の考案など、LIGOの理論的なサポートを行っている。カールトン・M・ケーブス（Carlton M. Caves）とともに、高調波振動子の量子非消耗測定に対する逆作用回避アプローチを発明した。
2016年2月11日、LIGO科学共同研究を代表する4人の物理学者からなるチームは、2015年9月に、13億光年離れた場所で2つのブラックホールが衝突しているサインを記録したと発表した。この記録された検出は、重力波の儚いさえずりを初めて直接観測したものであり、アインシュタインの一般相対性理論の重要な予言を確認した。

### ブラックホール宇宙論
プリンストン大学で博士号を取得するために勉強していた際、彼の指導者であったジョン・ホイラーが課題として与えた「反発する磁力線の円筒形の束が、それ自身の引力に引かれて爆発するか」を調べた。数ヶ月間この問題と格闘した後、彼は円筒形の磁力線が爆発することは不可能であることを証明した。
円筒状の磁力線の束は膨張しないのに、球状の星はそれ自身の引力で膨張するのはなぜなのか、ソーンはこの二つの現象の間の理論的な結合方法を探ろうとした。彼は最終的に、物体が全方向に圧縮された場合にのみ、重力がすべての内圧に打ち勝つことができることを発見した。この実現を表現するために、ソーンは、設計されたフープの臨界円周を周囲に配置して回転状態にすることができれば、爆発している星がブラックホールに変わるというフープ仮説を提案した。つまり、円周のフープを囲む質量Ｍの物体があれば、その周りに円周のフープを配置することができる。
天体物理学と理論物理学の両方の分野に跨がる道具として、Thorneと彼の学生たちは、ブラックホールの理論に「膜パラダイム」と呼ばれる珍しいアプローチを開発し、ブラックホールがいくつかのクェーサーや活動的な銀河核に電力を供給する「ブランフォード・ズナエック」のメカニズムを明らかにしてきた。
Thorneはブラックホールのエントロピーの量子統計力学的起源を研究してきた。彼はポスドクのWojciech Zurekと一緒に、ブラックホールのエントロピーは、ブラックホールの状態数の対数であることを示した。
彼は、イゴール・ノビコフ、ドン・ペイジと共に、ブラックホールの周りの薄い降着円盤の一般相対論的理論を開発し、この理論を用いて、このような降着によって質量が2倍になると、ブラックホールは一般相対論が許容する最大スピンの0.998まで回転するが、それ以上は回転しないことを推論した。これはおそらく自然界で許されている最大のブラックホールスピンである。

### ワームホールとタイムトラベル
ワームホールとは、宇宙空間の2つの別々の領域をつなぐショートカットである。ソーンとカリフォルニア工科大学の共同研究者たちは、物理学の法則が空間と時間の多重連結を可能にしているかどうかについて科学的研究を行った。 ソーンはキム・ソンウォンとともに、時空が閉じた時間のような曲線を展開するのを常に阻止する普遍的な物理的メカニズム（量子場の真空分極の爆発的な成長）を特定した。
マイク・モリス（Mike Morris）とウルヴィ・ユルツエバー（Ulvi Yurtsever）とともに、横断可能なワームホールは、平均化されたヌルエネルギー条件に違反する（すなわち、十分に大きな領域に負の繰り込みエネルギーが広がっている）量子状態の量子場によって通された場合にのみ、時空の構造に存在することを示した。 このことは、量子場がそのような拡大した負のエネルギーを持つ能力を探求する研究の引き金となった。ソーンによる最近の計算では、単純な質量が横断可能なワームホールを通過しても、パラドックスを引き起こすことはないことが示されている。もし彼の結果が一般化できるならば、タイムトラベルの物語の中で定式化されているはずのパラドックスが、実際には正確な物理的レベルで定式化できないことを示唆しているだろう。

### 相対論的星、多重極モーメント、その他
アンナ・ジトコフとともに、中性子星のコアを持つ赤色超巨星（ソーン-ジトコフ天体）の存在を予測した。 相対論的星の脈動とその放出する重力放射の理論の基礎を築いた。ジェームス・ハートルとの共著で、ブラックホールやその他の相対論的な天体の運動法則と予後の法則を一般相対性理論から導き、また、ゆっくりと剛直に回転し、静止した軸対称な天体の外観を記述する近似解であるハートル・トーン級数を書き出した。
ソーンはまた、宇宙の膨張率を加速させ、横断可能なワームホール「スターゲート」を開き続け、タイムライクなジオデシック・フリーフロート「ワープドライブ」を作動させ続けるために必要な要素である、普遍的に反重力性を持つ「エキゾチックマター」の存在を理論的に予測している。クリフォード・ウィルや他の学生たちとともに、彼は相対論的重力理論の実験的テストの理論的解釈の基礎を築いた。2005年の時点で、ソーンは量子重力理論の量子の泡から古典的な空間と時間の起源に興味を持っていた。

## 受賞歴
- 1992年 リヒトマイヤー記念賞
- 1996年 カール・シュヴァルツシルト・メダル
- 1996年 リリエンフェルト賞
- 2009年 アルベルト・アインシュタイン・メダル
- 2016年 基礎物理学ブレイクスルー賞特別賞
- 2016年 グルーバー賞宇宙論部門
- 2016年 ショウ賞天文学部門
- 2016年 カヴリ賞宇宙物理学部門
- 2016年 オスカル・クラインメダル
- 2016年 トムソン・ロイター引用栄誉賞
- 2016年 ハーヴェイ賞
- 2017年 アストゥリアス皇太子賞学術・技術研究部門
- 2017年 ノーベル物理学賞

## 著作
- 『ブラックホールと時空の歪み　アインシュタインのとんでもない遺産』林一・塚原周信訳、白揚社、1997年7月。ISBN 4-8269-0077-5。